# Sint-Sofiakathedraal (Los Angeles)
De Grieks-orthodoxe Sint-Sofiakathedraal (Engels: Saint Sophia Greek Orthodox Cathedral; Grieks: Ἁγία Σοφία) is een in 1952 voltooide Grieks-orthodoxe kerk in de Amerikaanse plaats Los Angeles, Californië.

## Geschiedenis

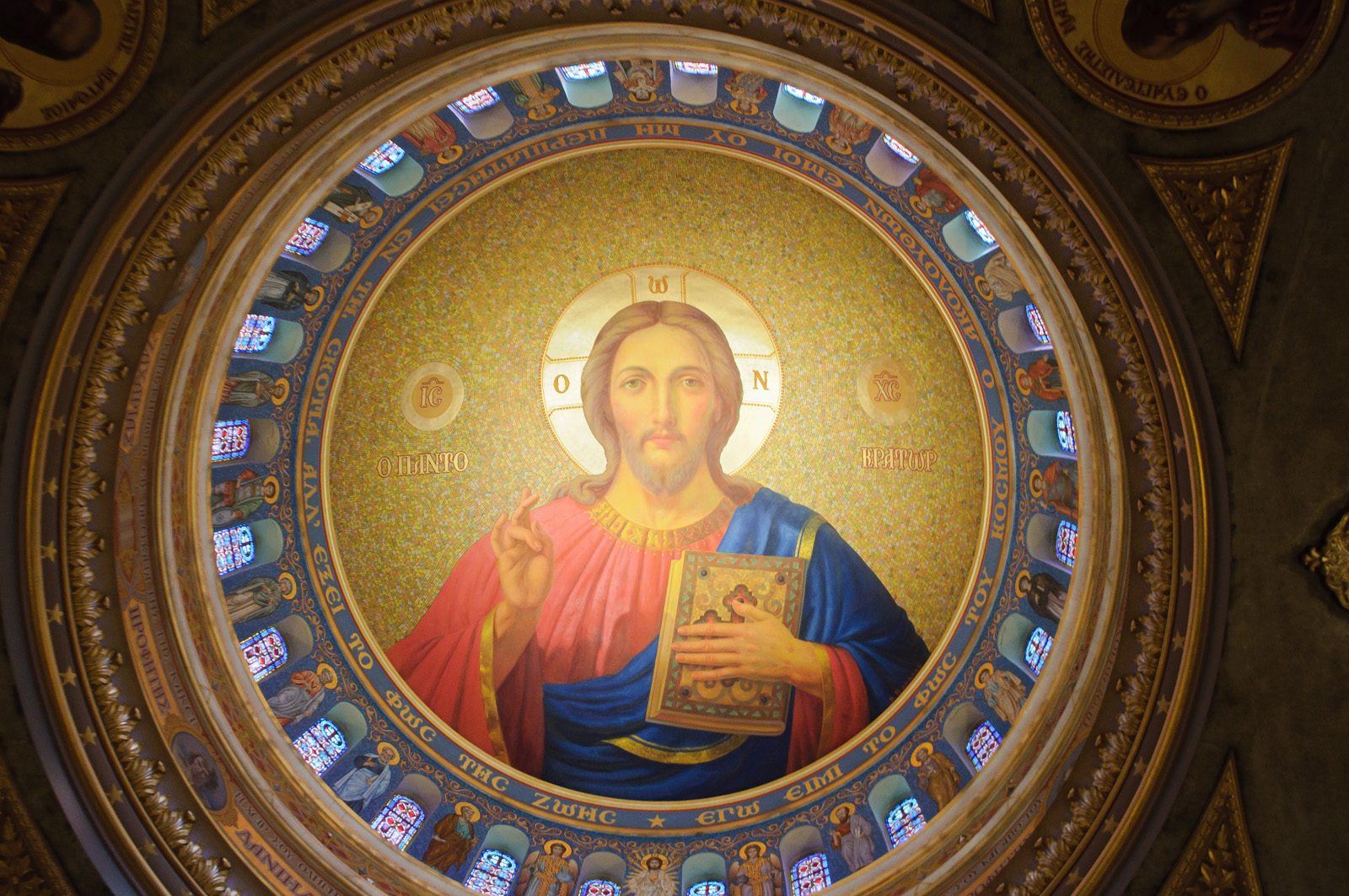
Koepel

De Grieks-orthodoxe kathedraal is het resultaat van een Hollywood-succesverhaal. Toen Charles Skouras en zijn broers, Spyros Skouras en George Skouras, nog steeds probeerden een voet aan de grond te krijgen in  Hollywood, beloofde plechtig dat hij een zeer majestueuze kathedraal zou laten bouwen als God hem succes in de showbusiness zou verlenen.
Hij kreeg de leiding van Fox West Coast en om zijn gelofte in te lossen liet hij dus de Sofiakathedraal in Los Angeles bouwen.

## Architectuur
Het exterieur van de kathedraal vertegenwoordigt vereenvoudigde neobyzantijnse en neorenaissance stijlelementen, daarentegen is het interieur luisterrijk en bijzonder decoratief.
De Sint-Sofiakathedraal behoort tot het cultureel historisch erfgoed van de stad.

## Congregatie
Anders dan in steden als New York en Chicago concentreert de Griekse gemeenschap van Los Angeles zich niet in één bepaald deel van de stad. De bezoekers van de kathedraal komen dan ook uit heel Los Angeles en Orange County

## Bekende parochianen
- George Chakiris
- Telly Savalas